# Gare de Garbagnate-Parco-delle-Groane
La gare de Garbagnate-Parco-delle-Groane (en italien, Stazione di Garbagnate Parco delle Groane), anciennement gare de Garbagnate-Serenella, est une gare ferroviaire italienne de la ligne de Milan à Saronno, située au Sud-Est de la ville de Garbagnate Milanese dans la province de Milan en région de Lombardie. Elle dessert notamment le Parco delle Groane (it) et permet d'accéder au Canale Villoresi.
C'est une gare Ferrovie Nord Milano (FNM) desservie par des trains Trenord du Service ferroviaire suburbain de Milan : lignes S1 et S3.

## Situation ferroviaire
Établie à environ 172 mètres d'altitude, la gare de Cesate est située au point kilométrique (PK) 12 de la ligne de Milan à Saronno, entre les gares ouvertes de Bollate-Nord et de Garbagnate-Milanese.

## Histoire
La gare ''Garbagnate-Serenella'' est renommée ''Garbagnate-Parco-delle-Groane'' le 14 juin 2009.

## Service des voyageurs

### Accueil
Gare voyageurs Ferrovienord, elle dispose d'un bâtiment voyageurs, avec guichet et automate pour l'achat de titres de transport. 
Un souterrain permet la traversée des voies et l'accès aux quais.

### Desserte
Garbagnate-Parco-delle-Groane est desservie par des trains Trenord du service ferroviaire suburbain de Milan : lignes ligne S1, relation Lodi - Saronno, ligne S3, relation Milan-Cadorna - Saronno et ligne S13.

### Intermodalité
Un parking pour les véhicules y est aménagé.